# IC 1786
IC 1786 је спирална галаксија у сазвјежђу Кит која се налази на листи објеката дубоког неба у Индекс каталогу.
Деклинација објекта је + 5° 8' 46" а ректасцензија 2h 16m 5,5s. Привидна величина (магнитуда) објекта IC 1786 износи 14,4 а фотографска магнитуда 15,2. IC 1786 је још познат и под ознакама CGCG 413-67, PGC 8662.